# Rodolfo González García
Rodolfo González García (Bucaramanga, 24 de septiembre de 1941 - Bogotá, 10 de julio de 2003) fue un escritor, periodista, economista y político colombiano.

## Biografía
Nacido en Bucaramanga. Uno de los últimos Jefes del partido liberal en Santander, es el hombre que más le ha servido a su tierra, dedicó su vida al servicio social y al estudio de los problemas del país, en los 87 municipios de Santander tienen al menos una obra gestionada por él, muchas de ellas no llevan su nombre porque González García no le gustaban las distinciones. su nombre no está en la placa pero todos saben que fue ejecutada por su labor, nació en una familia típica de clase de media teniendo desde muy joven inclinaciones políticas y periodísticas que se manifestaban desde los años sesenta cuando llegó a Bogotá a estudiar economía en la universidad nacional de Colombia, aun desde la capital siguió teniendo estrechos vínculos con Bucaramanga, pero aún más con su gran amigo Alejandro Galvis Ramírez el cual tuvo un papel preponderante en su vida pública. Esta amistad fue determinante para ser nombrado como director del periódico Vanguardia Liberal cuando González contaba con tan solo 30 años de edad. 10 años estuvo en esta posición la cual le sirvió para convertirse en un influyente personaje de la política Santandereana y le dio el gran impulso político y periodístico al diario ubicado en la Calle 34. después conformo el poderoso bloque político regional La Confederación Liberal de Santander, también llamado "la aplanadora roja" siendo González García su orientador y jefe máximo, economista de la Universidad Nacional, se desempeñó como gobernador encargado de Santander, secretario de hacienda departamental, contralor municipal de Bucaramanga,concejal de Bucaramanga, diputado de Santander, representante a la Cámara, contralor general de la república en dos periodos 1982-1990 donde lidero la reforma del control fiscal a la Contraloría General de la República, la creación de la Contaduría General de la Nación y la realización de la estadística nacional lo cual convirtió su paso por esta entidad en una gestión caracterizada por un gran nivel técnico. Apoyo la candidatura presidencial de Virgilio Barco, cuando se comenzó a hablar sobre la candidatura de barco en el año 1984, Rodolfo González García empieza a jugar las cartas políticas que tenía en sus manos, tan exitoso fue su respaldo a barco, que se produjo una protesta por el otro candidato liberal, su coterráneo augusto espinosa Valderrama; siendo al final el vencedor Virgilio Barco Vargas gracias a la tenacidad política de González García. gobierno de Virgilio Barco. Vanguardia Liberal. Fue acusado de ser amigo de los hermanos Rodríguez Orejuela del Cartel de Cali. Fue vinculado en 1998 al proceso 8000, pero su defensa desvirtuó los cargos e intento ser elegido senador de la República sin éxito en 2002. Falleció en Bogotá. En 2016, fue condenada su familia a pagar 800 millones  de pesos debido al despido sin justificación a una de las funcionarias que se desempeñaba como auditora de la Fuerza Aérea en Miami.

## Homenajes
Un puente en Girón (Santander) lleva su nombre.
Una concentración escolar en San Gil (Santander) lleva su nombre.